# Мансур, Малликарджун
Малликарджун Мансур (канн. ಮಲ್ಲಿಕಾರ್ಜುನ ಮನ್ಸೂರ್, англ. Mallikarjun Mansur; 31 декабря 1910, Мансур близ Дхарвада, Бомбейское президентство, Британская Индия (ныне Карнатака, Индия) — 12 сентября 1992, Дхарвад) — индийский певец хиндустани.

## Биография

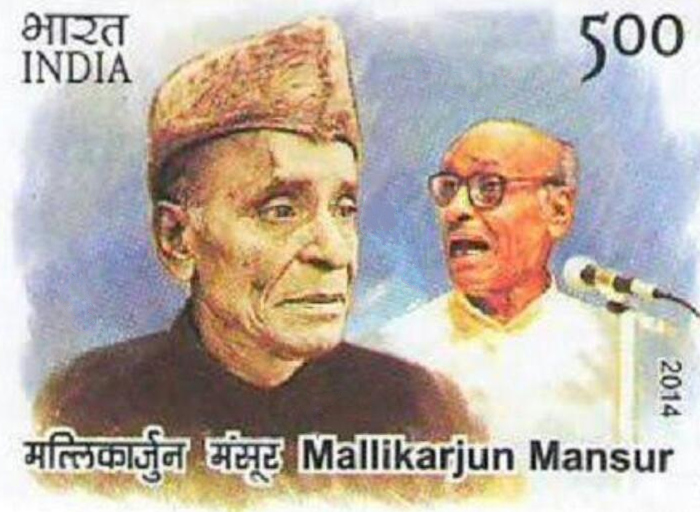
Малликарджун Мансур на почтовой марке Индии 2014 г.

Представитель народа каннара. Обучался карнатической музыке. Вышел на сцену ещё будучи маленьким мальчиком, следуя по стопам своего старшего брата.
Пел более шестидесяти лет, в основном, не южно-индийский вокальный стиль карнатик, а гвалиорский и джайпурский (гвалиор и джайпур гхарана). В его пении всегда была особая напряженность, настойчивость и серьезный подход с мелодии. Завоевал не только уважение, но и любовь современников.
Был музыкальным руководителем His Master’s Voice, позже — музыкальным советником станции Dharwad Всеиндийского радио.
Написал автобиографическую книг «Nanna Rasayatre» («Мой путь в музыке»).
Умер из-за проблем с дыхательными путями. Власти Индии устроили ему Государственные похороны.

## Награды
- Падма Шри (1970)
- Падма Бхушан (1976)
- Падма Вибхушан (1992)
- Стипендия государственной академии музыки, танца и драмы Сангит Натак (1982)